# Santaperänaukko
Santaperänaukko är ett sund i Finland. Det ligger i landskapet Egentliga Finland, i den sydvästra delen av landet, 170 km väster om huvudstaden Helsingfors.
Santaperänaukko ligger mellan Luonnonmaa i öster och öarna Kaita, Auva och Särkkä i väster. Det ansluter till Särkänsalmi i söder.